# Шемендюк, Пётр Семёнович
Пётр Семёнович Шемендюк (16 [29] июня 1916, Липняжка, Херсонская губерния — 19 июля 2001, Херсон) — лётчик-ас, заместитель командира эскадрильи 157-го истребительного авиационного полка 273-й истребительной авиационной дивизии 5-го истребительного авиационного корпуса 16-й воздушной армии Центрального фронта, Герой Советского Союза, сбивший 13 самолётов противника лично и 6 в группе.

## Биография
Родился 16 (29) июня 1916 года в селе Липняжка, в крестьянской семье. Украинец. Окончил Одесское строительное училище. С 1934 года работал плотником в городе Комсомольск-на-Амуре. Обучался в местном аэроклубе. Потом из Комсомольска-на-Амуре его призвали в армию, также как и его друга по Комсомольску А. П. Маресьева. Попали служить они в разные места. Из армии по разнарядке их направили на учебу в Читинскую авиашколу. Здесь они и встретились. Но так как на Дальнем Востоке было в то время не спокойно, авиашколу перевели в Батайск Ростовской области. По окончании авиашколы Маресьев остался в Батайске инструктором, а Шемендюка направили служить в Ленинградский военный округ. В следующий раз они встретились 3 сентября 1943 года в Москве, когда получали Звезды Героев (были награждены одним Указом).
В Красной Армии с 1938 года. В 1940 году окончил Батайскую военно-авиационную школу пилотов. Участник Великой Отечественной войны с июня 1941 года. Член ВКП(б)/КПСС с 1942 года.
3 января 1942 года командир авиационного звена 157-го истребительного авиационного полка Пётр Шемендюк открыл личный счёт сбитым самолётам противника, уничтожив вражеский бомбардировщик «Do-215», который атаковал советскую пехоту.
Заместитель командира эскадрильи 157-го истребительного авиационного полка старший лейтенант Пётр Шемендюк к июню 1943 года на самолётах «ЛаГГ-3» и «Як-1» совершил 261 боевой вылет, в 40 воздушных боях лично сбил 13 и в группе 6 вражеских самолётов.
Указом Президиума Верховного Совета СССР от 24 августа 1943 года за образцовое выполнение боевых заданий командования и проявленные при этом мужество и героизм старшему лейтенанту Шемендюку Петру Семёновичу присвоено звание Героя Советского Союза с вручением ордена Ленина и медали «Золотая Звезда».
В воздушном бою 1 августа 1943 года был сбит и тяжело ранен, в госпитале ему была ампутирована рука. Категорически отказался от тыловой работы, назначен начальником боевой подготовки истребительной авиационной дивизии и до конца войны учил прибывающих из авиаучилищ молодых лётчиков практике реального воздушного боя. В Восточной Пруссии в период с 18 октября 1944 года по 1 мая 1945 года, выполняя боевые задания, лётным составом, подготовленным майором Шемендюком П. С., проведено 128 воздушных боёв, в которых сбит 81 самолёт противника и уничтожен на земле 41 вражеский самолёт.
Свой боевой путь лётчик закончил в Кёнигсберге, получив здесь свой последний боевой орден — Отечественной войны 1-й степени.
С 1946 года майор Шемендюк П. С. — в отставке. Жил в Калининграде, а с 1983 года — в городе Херсоне. Работал директором Музея истории комсомола Херсонщины, а после его закрытия в начале 1990-х годов до ухода на заслуженный отдых трудился в Фонде реабилитации инвалидов.
9 мая 2000 года в составе делегации украинских ветеранов Великой Отечественной войны участвовал в Параде Победы в Москве на Красной площади.
П. С. Шемендюк скончался 19 июля 2001 года на 86-м году жизни. Похоронен в Херсоне на городском кладбище.

## Награды
- Медаль «Золотая Звезда» Героя Советского Союза (№ 1745, 24.08.1943)[1];
- Украинский орден Богдана Хмельницкого III степени (5.05.1999)[2];
- Два ордена Ленина (24.08.1943, 22.06.1944);
- Орден Красного Знамени;
- Два ордена Отечественной войны 1-й степени (1945, 11.03.1985);
- медали.